# HC Prešov Penguins
HC Prešov Penguins är ett ishockeylag i den näst högsta slovakiska ligan, förstaligan, som kommer från Prešov. De spelar deras hemmamatcher i ICE Aréna zimný štadión.

## Historia
Klubben startades år 1928 som Snaha Prešov. Laget har genomgått flera namnbyten: 1932 till Slávia Prešov, 1953 till ČSSZ Prešov, 1964 till Tatran Prešov, 1968 till VZJ Dukla Prešov, 1970 till ZPA Prešov, 1994 till Dragon Prešov, 1997 till HK VTJ Prešov, 1998 till HK VTJ Farmakol Prešov, 2003 till PHK Prešov, 2005 till HK Lietajúce kone Prešov, 2007 till HC 07 Prešov, 2014  PHK 3b Prešov och senast 2015 till HC Prešov Penguins.

## Kända spelare
- Igor Liba
- Vladimír Mihálik
- Ladislav Nagy
- Jaroslav Obšut
- Peter Pucher
- Martin Štrbák